# Gyna
Gyna är ett släkte av kackerlackor. Gyna ingår i familjen jättekackerlackor.

## Dottertaxa tillGyna, i alfabetisk ordning[1]
- Gyna aestuans
- Gyna aetola
- Gyna bisannulata
- Gyna caffrorum
- Gyna capucina
- Gyna castanea
- Gyna centurio
- Gyna colini
- Gyna costalis
- Gyna crassa
- Gyna cyclops
- Gyna fourcarti
- Gyna gloriosa
- Gyna hyalina
- Gyna incisura
- Gyna incommoda
- Gyna jocosa
- Gyna kazungulana
- Gyna laticosta
- Gyna lineata
- Gyna lurida
- Gyna maculipennis
- Gyna munda
- Gyna nigrifrons
- Gyna oblonga
- Gyna pomposa
- Gyna scheitzae
- Gyna scripta
- Gyna sculpturata
- Gyna scutelligera
- Gyna spurcata